# Arthur Wooster
Arthur Wooster (* 18. Mai 1929 in London; † 31. August 2020) war ein britischer Kameramann und Second-Unit-Regisseur.

## Leben
Wooster kam 1946 zum Film und begann in diesem Jahr bei der Crown Film Unit als Kameraassistent. Ab 1950 war Wooster in den verschiedensten Bereichen der Kameraführung tätig: als Chefkameramann wie im Second-Unit-Bereich oder in der Spezialfotografie, wo er u. a. Unterwassersequenzen anfertigte. Wooster fotografierte Kurz- wie Langfilme, Spiel- wie Dokumentarfilme (z. B. 1966 der Fußball-WM-Film in England). Bei dem offiziellen Olympia-Film München 1972 – 8 berühmte Regisseure sehen die Spiele der XX. Olympiade war er einer von zehn Kameraleuten. Von 1980 bis 2002 war Wooster überdies durchgehend bei sämtlichen James-Bond-Filmen beschäftigt, wo er entweder als Second Unit-Regisseur oder als Kameramann für die Erstellung zusätzlicher Aufnahmen eingesetzt wurde. Nach dem letzten Bond-Einsatz Pierce Brosnans, Stirb an einem anderen Tag, zog sich Wooster, der 1983 von der BAFTA mit dem Ehrenpreis Michael-Balcon-Award ausgezeichnet worden war, 73-jährig ins Privatleben zurück.

## Kinofilme
als Chefkameramann, Kameramann zusätzlicher Szenen und Spezialaufnahmen oder als Second Unit-Regisseur
- 1959: Playing Together (Kurzdokumentarfilm)
- 1963: Bandbox Holiday (Kurzfilm)
- 1964: Mekong: A River of Asiat (Dokumentarfilm)
- 1965: School for Sinners (Kurzdokumentarfilm)
- 1965: Tibetan Story (Kurzfilm)
- 1966: Fußballweltmeisterschaft 1966 (Goal! The World Cup) (Dokumentarfilm)
- 1966: Engineers (Dokumentarfilm)
- 1967: Sechs Wilde und ein Krümel (The Magnificent Six and ½: Ghosts and Ghoulies) Kurzfilm
- 1967: Das Brett (The Plank)
- 1968: Green for Island (Kurzdokumentarfilm)
- 1969: Schußfahrt (Downhill Racer)
- 1969: Rhubarb (Kurzfilm)
- 1970: Let There be Light (Dokumentarfilm)
- 1970: The Air My Enemy (Dokumentarfilm)
- 1970: Land of the Morning (Dokumentarfilm)
- 1970: Le Mans
- 1971: Romania (Dokumentarfilm)
- 1971: Bali (Dokumentarfilm)
- 1972: South Pacific (Kurzdokumentarfilm)
- 1972: Orient (Kurzdokumentarfilm)
- 1972: München 1972 – 8 berühmte Regisseure sehen die Spiele der XX. Olympiade (Visions of Eight)
- 1973: Lepra (Dokumentarfilm)
- 1973: Something of a Miracle
- 1974: Lebanon (Dokumentarfilm)
- 1975: Speed Sailors (Kurzdokumentarfilm)
- 1975: Energy in Perspektive (Kurzdokumentarfilm)
- 1976: White Rock
- 1976: Go for Gold (Dokumentarfilm)
- 1976: Meteosat (Dokumentarfilm)
- 1976: The End of the Road (Dokumentar-Kurzfilm)
- 1977: Chloride (Dokumentarfilm)
- 1977: Tauchfahrt des Schreckens (Warlords of Atlantis)
- 1979: Hebt die Titanic (Raise the Titanic)
- 1981: James Bond 007 – In tödlicher Mission (For Your Eyes Only)
- 1982: Am Rande des Abgrunds (Five Days One Summer)
- 1982: James Bond 007 – Octopussy (Octopussy)
- 1983: Sein größter Sieg (Champions)
- 1984: James Bond 007 – Im Angesicht des Todes (A View to a Kill)
- 1985: Tomaten für die Freiheit (Eat the Peach)
- 1986: James Bond 007 – Der Hauch des Todes (The Living Daylights)
- 1987: Platoon Leader – Der Krieg kennt keine Helden (Platoon Leader)
- 1988: Zurück zu River Kwai (Return from the River Kwai)
- 1989: James Bond 007 – Lizenz zum Töten (Licence to Kill)
- 1989: Wir sind keine Engel (We’re No Angels)
- 1990: Malko – Eye of the Widow (Eye of the Widow)
- 1992: Christopher Columbus – Der Entdecker (Christopher Columbus: The Discovery)
- 1992: Covington Cross (Fernsehserie)
- 1995: James Bond 007 – GoldenEye (GoldenEye)
- 1996: Auf der Suche nach Finbar (The Disappearance of Finbar)
- 1997: Schneewittchen (Snow White: A Tale of Terror)
- 1997: James Bond 007 – Der Morgen stirbt nie (Tomorrow Never Dies)
- 1999: James Bond 007 – Die Welt ist nicht genug (The World Is Not Enough)
- 2000: Tanze Samba mit mir (Mad About Mambo)
- 2002: Monte Cristo (The Count of Monte Cristo)
- 2002: James Bond 007 – Stirb an einem anderen Tag (Die Another Day)